# Carl Johan Hviid
Carl Johan Hviid (* 27. Juni 1899 in Frederiksberg; † 21. Oktober 1964 in Roskilde) war ein dänischer Schauspieler.

## Leben und Wirken
Carl Johan Hviid wuchs in Frederiksberg auf. Nach seinem Schulabschluss absolvierte er von 1916 bis 1919 seine Schauspielausbildung an der Eleveskole des Königlichen Theaters Kopenhagen, wo er auch sein Bühnendebüt als Darsteller hatte und dort anschließend bis zum Jahr 1924 als festes Ensemblemitglied engagiert war. Von 1924 bis 1926 war er am Odense Teater, von 1927 bis 1931 am Aarhus Teater und von 1932 bis 1941 war er am Folketeatret als festes Ensemblemitglied engagiert. Er trat im Laufe seiner Karriere als Bühnendarsteller in zahlreichen Theaterstücken, Varieté-Shows, Musicals, Operetten und in Kabarett-Programmen auf. Von 1938 bis 1962 gehörte Hviid auch in unregelmäßigen Abständen zum Schauspielerensemble des Kopenhagener Vergnügungsparks Tivoli.
Von 1938 bis zu seinem Tod wirkte er als Schauspieler vor der Kamera in mehr als 40 Film- und Fernsehproduktionen mit. Neben einigen ernsteren Rollen wurde Hviid oftmals im eher komödiantischen Fach besetzt. Gelegentlich war er auch als Synchronsprecher für Zeichentrickfilme aktiv.
Carl Johan Hviid war zeitlebens unverheiratet und kinderlos. Er starb im Oktober 1964 im Alter von 65 Jahren in seinem langjährigen Wohnort Roskilde. Seine Grabstätte befindet sich auf dem Kopenhagener Bispebjerg-Kirkegard.

## Filmografie (Auswahl)
- 1946: Morphium
- 1947: Soldaten und Jenny
- 1948: Kristinus Bergman
- 1951: Greve Svensson
- 1953: Vater hoch vier (Filmreihe)
- 1953: Die Verführten
- 1954: Arvingen
- 1954: Liebe auf vier Rädern
- 1955: Die Verblendeten
- 1960: Kein Pardon nach Mitternacht
- 1962: Wochenende
- 1963: Das tosende Himmelbett
- 1964: Gertrud
- 1964: 2 × 2 im Himmelbett